# Tiberius Claudius Donatus

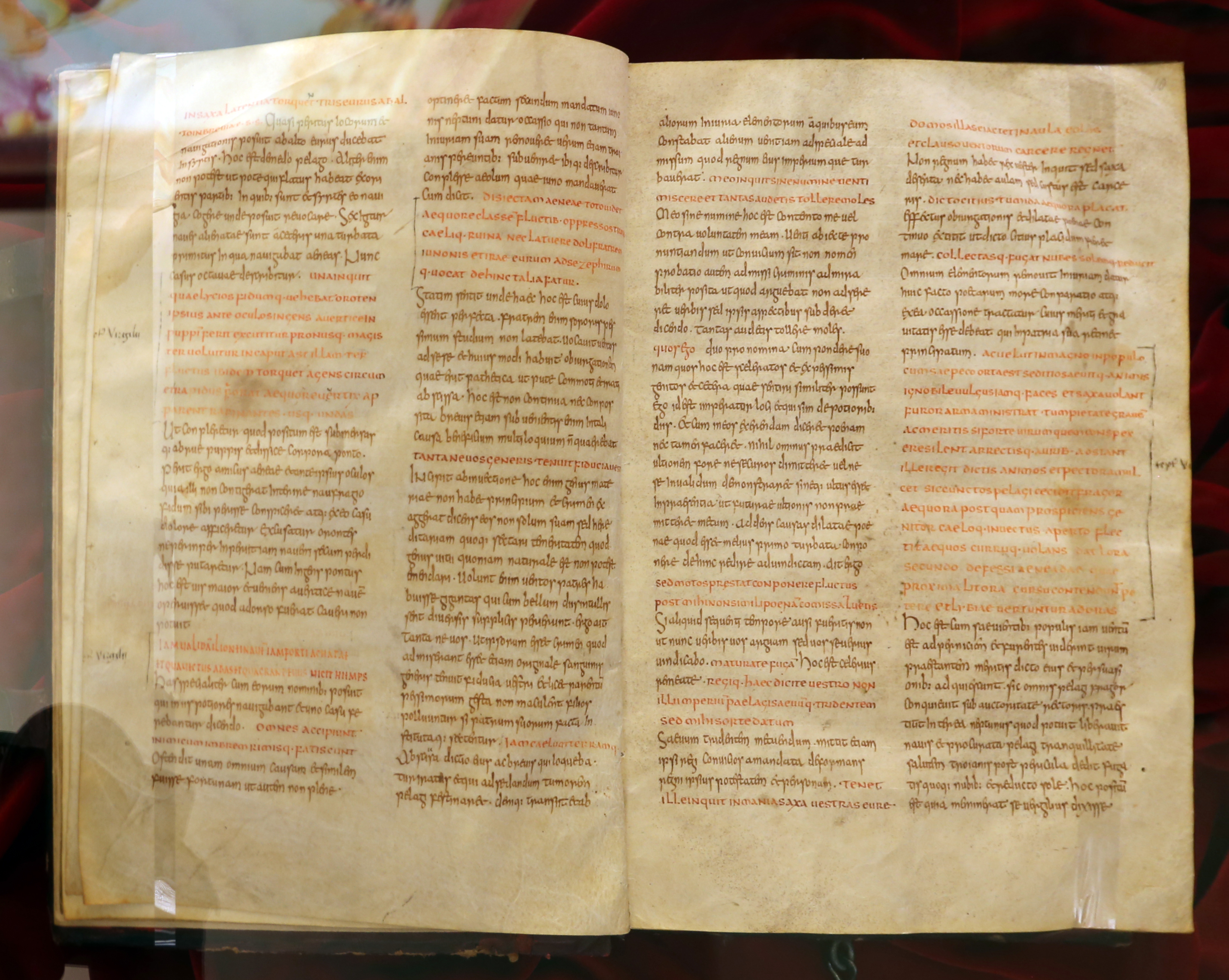
Interpretationes Vergilianae

Tiberius Claudius Donatus war ein spätantiker lateinischer Grammatiker. Er lebte im 4. Jahrhundert n. Chr. und verfasste einen Kommentar zu Vergils Aeneis mit dem Titel Interpretationes. Er ist als Schulkommentar konzipiert und dem Sohn des Autors gewidmet. Wichtige Quellen waren bei der Abfassung die Kommentare des Aelius Donatus und des Servius.
Die Interpretationes gerieten während des Mittelalters in Vergessenheit. Nach ihrer Neuentdeckung 1438 waren sie in der Renaissance sehr beliebt, so dass der Text von 1488 bis 1599 in 55 Ausgaben erschien. Die erste kritische Edition legte der Stuttgarter Gymnasialprofessor Heinrich Georgii vor (Teubner, Leipzig 1905–1906). Sie ist durch zahlreiche Neufunde veraltet, aber immer noch nicht ersetzt.